# جامع الكويتي
جامع الكويتي هو أحد جوامع منقطة ركن الدين، في العاصمة السورية دمشق، الخطيب الحالي: محمد خير الطرشان.

## العنوان
ركن الدين - ميسات - جانب وزارة الأوقاف